# Yūta Tsunami
Yūta Tsunami (japanisch 都並 優太 Tsunami Yūta; * 20. Januar 1992 in Tokio, Präfektur Tokio) ist ein japanischer Fußballspieler.

## Karriere
Tsunami erlernte das Fußballspielen in der Jugendmannschaft von Tokyo Verdy und der Universitätsmannschaft der Kansai-Universität. Seinen ersten Vertrag unterschrieb er 2014 bei AC Nagano Parceiro. Der Verein aus Nagano spielte in der dritthöchsten Liga des Landes, der J3 League. Für den Verein absolvierte er 51 Ligaspiele. 2019 wechselte er nach Nara zum Viertligisten Nara Club. Am Ende der Saison 2022 feierte er mit dem Verein die Meisterschaft und den Aufstieg in die dritte Liga.

## Erfolge
Nara Club
- Japanischer Viertligameister: 2022  ▲